# Altenmarkt im Pongau
Altenmarkt im Pongau é um município da Áustria, situado no distrito de St. Johann im Pongau, no estado de Salzburgo. Tem 48,6 km² de área e sua população em 2019 foi estimada em 4.349 habitantes.